# Жизненный цикл здания
Жизненный цикл здания или сооружения — период, в течение которого осуществляются инженерные изыскания, проектирование, строительство (в том числе консервация), эксплуатация (в том числе текущие ремонты), реконструкция, капитальный ремонт, снос здания или сооружения.

## Периоды жизненного цикла
Периоды жизненного цикла разделяются на:
I - период по технико-экономическому обоснованию возведения здания;
II - по конструированию и проектированию;
III - по возведению с разработкой технологии, организации и технологических регламентов производства работ;
IV - по предэксплуатационному освоению;
V - по эксплуатации зданий и наработке, позволяющей обеспечить окупаемость средств, вложенных в их создание и освоение;
VI - по поддержанию конструктивных элементов и инженерных систем здания в нормальном техническом состоянии путём проведения планово-предупредительных и капитальных ремонтов;
VII - период физического и морального износа, требующий проведения модернизации, реконструкции или сноса здания. Последнее состояние является периодом окончания жизненного цикла или началом нового.
VIII - период реконструкции, восстанавливающий физико-механические и эксплуатационные характеристики зданий, включающий: I , II - технико-экономическое обоснование и разработку технической документации.